# 신태인중학교
신태인중학교(新泰仁中學校)는 대한민국 전북특별자치도 정읍시 신태인읍 신태인리에 있는 사립 중학교이다.

## 학교 연혁
- 1946년 12월 12일 : 신태인중학원 개원
- 1949년 8월 3일 : 재단법인 신태인학원, 신태인중학교 인가(6학급)
- 1964년 4월 25일 : 학교법인 신태인학원으로 법인변경 인가
- 2020년 12월 11일 : 학교법인 제7대 이사장 박상선 선생 취임
- 2022년 3월 1일 : 제17대 유달희 교장 취임
- 2024년 1월 9일 : 제75회 19명 졸업 (총 10,714명 졸업)

## 참고 자료
- 신태인중학교 - 한국교육학술정보원 학교알리미